# Nhà xuất bản Chính trị quốc gia Sự thật
Nhà xuất bản Chính trị quốc gia Sự thật là đơn vị sự nghiệp trung ương của Đảng Cộng sản Việt Nam, đặt dưới sự lãnh đạo trực tiếp và thường xuyên của Ban Bí thư Trung ương Đảng Cộng sản Việt Nam, có chức năng là cơ quan xuất bản chính trị của Đảng và Nhà nước Việt Nam, hoạt động theo Luật xuất bản.

## Nhiệm vụ
Biên tập, xuất bản: Tổ chức biên tập, xuất bản các sách chính trị, lý luận và pháp luật, góp phần làm cho thế giới quan Mác - Lênin và tư tưởng Hồ Chí Minh giữ vị trí chủ đạo trong đời sống tinh thần xã hội; phổ biến đường lối, chủ trương, chính sách, pháp luật của Đảng, Nhà nước, nâng cao kiến thức của nhân dân về chính trị, lý luận và pháp luật, phục vụ sự nghiệp đổi mới và hai nhiệm vụ chiến lược xây dựng và bảo vệ Tổ quốc.
Nghiên cứu khoa học: 
Tổ chức nghiên cứu khoa học xuất bản nhằm phục vụ trực tiếp cho công tác biên tập, xuất bản và đề xuất với Bộ Chính trị, Ban Bí thư các vấn đề về lĩnh vực xuất bản sách lý luận chính trị.
Tham gia nghiên cứu các chương trình quốc gia, đề tài khoa học xã hội cấp nhà nước, cấp ban, bộ; góp phần làm sáng tỏ hơn những vấn đề về chính trị, lý luận, pháp luật; về chủ nghĩa xã hội, về con đường đi lên chủ nghĩa xã hội.

## Tổ chức bộ máy
Ban Giám đốc:
1. PGS. TS. Vũ Trọng Lâm, Giám đốc - Tổng Biên tập
2. ThS. Phạm Thị Thinh, Phó Giám đốc - Phó Tổng Biên tập
3. ThS. Nguyễn Hoài Anh, Phó Giám đốc - Phó Tổng Biên tập
4. TS. Võ Văn Bé, Phó Giám đốc - Phó Tổng Biên tập
5. ThS. Nguyễn Thái Bình, Phó Giám đốc

Các Ban biên tập và đơn vị chuyên môn:
1. Ban sách Xây dựng Đảng
2. Ban sách Lý luận, Kinh điển
3. Ban sách Nhà nước và Pháp luật
4. Ban sách Kinh tế
5. Ban sách Giáo khoa và Tham khảo
6. Ban sách Quốc tế
7. Trung tâm Thông tin và Nghiên cứu khoa học, Tạp chí Chính trị và Phát triển
8. Vụ Kế hoạch - Tài chính
9. Văn phòng
10. Trung tâm Sách Quốc gia
11. Trung tâm Xuất bản điện tử
12. Xưởng in

Các chi nhánh:
1. Chi nhánh tại Thành phố Hồ Chí Minh
2. Chi nhánh tại Thành phố Cần Thơ
3. Chi nhánh tại Thành phố Đà Nẵng
4. Trung tâm Phát hành sách Huế
5. Trung tâm Phát hành sách Quảng Ngãi
6. Trung tâm Phát hành sách Nha Trang